# زمین‌لرزه ۱۹۸۳ اندونزی
زمین‌لرزه اندونزی  در تاریخ ۴ آوریل ۱۹۸۳ میلادی، برابر با ‎۱۵ فروردین ۱۳۶۲، ساعت ۲:۵۱:۳۴ به زمان یوتی‌سی در اندونزی رخ داد. ژرفای این زلزله ۹۳٫۷ کیلومتر بود، و بزرگی آن ۷ در مقیاس Mw اعلام شده‌است. زمین‌لرزه به وقت محلی در روز دوشنبه، ساعت ۹ روی داده و منطقه زمانی آن یوتی‌سی +۷ بوده‌است .
سازمان زمین‌شناسی آمریکا نیز رومرکز این زمین‌لرزه را در مختصات ۵°۴۳′۲۳″شمالی ۹۴°۴۳′۱۹″شرقی / ۵٫۷۲۳°شمالی ۹۴٫۷۲۲°شرقی و ژرفای آن را در ۷۸ کیلومتر گزارش کرده‌است. بزرگی برگزیدهٔ این سازمان از میان بزرگیهای محاسبه‌شدهٔ مختلف ۶٫۸ در مقیاس mb بوده و از دید اثر، در میان چهار دسته‌بندی «نامحسوس»، «محسوس»، «زیان‌آور» یا «با تلفات»، زلزله را «با تلفات» اعلام کرده‌است.
پروژهٔ «تنسور گشتاور مرکزوار» زاویه‌های (راستا، شیب، ریک) گسل سازندهٔ زمین‌لرزه و صفحه عمود بر آن را (°۲۰۷، °۵۱، °۵۱) یا (°۷۸، °۵۳، °۱۲۷) و نوع گسل را «معکوس» فرارسانده‌است.
تعداد زخمیان ۱۰۰ نفر برآورده شده‌است.